# Voorlezersbank

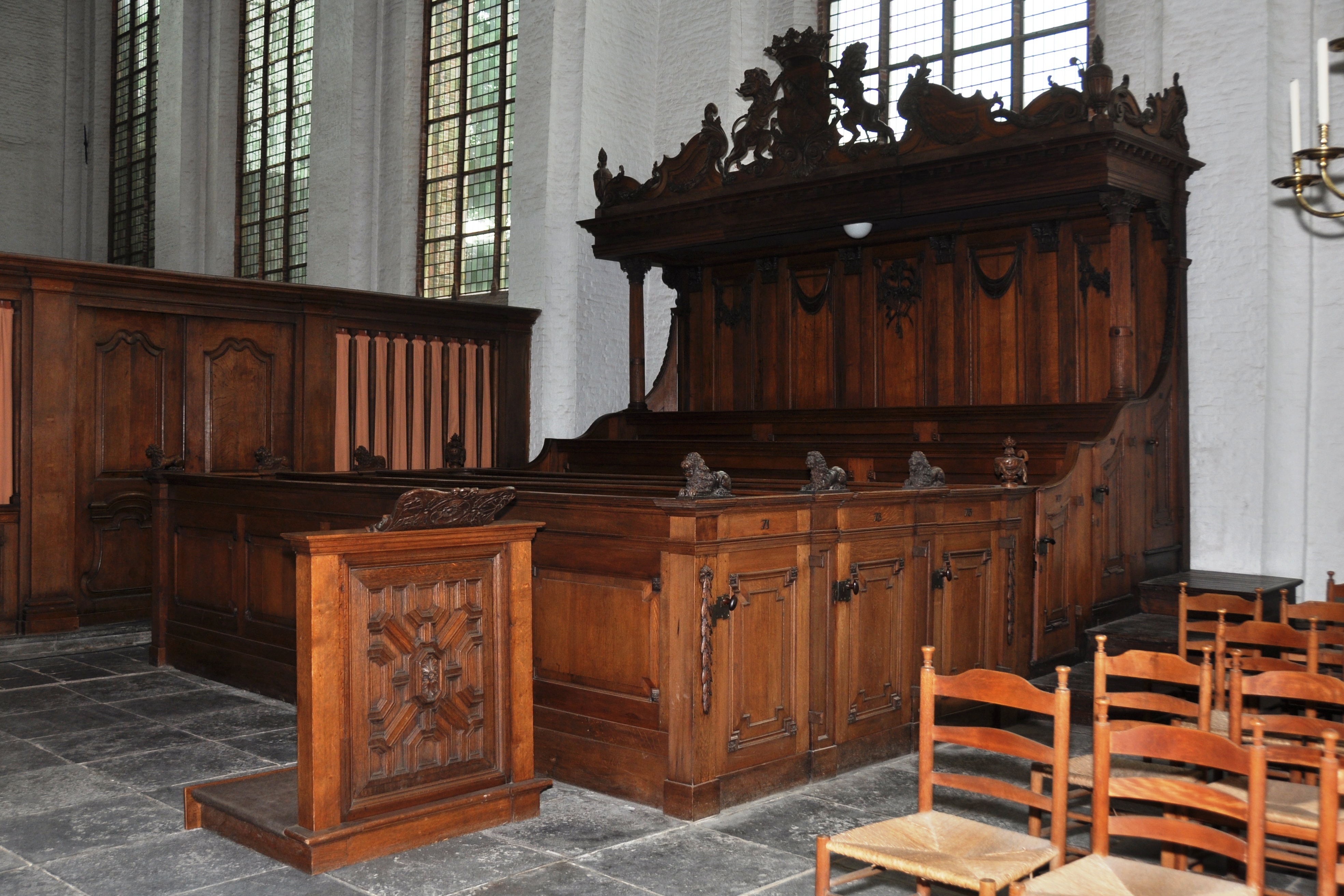
Herenbank met ervoor een voorlezersbank in de Grote of St. Janskerk in Schiedam

Een voorlezersbank is een meubel dat zich bevindt in sommige protestantse kerken. Meestal is deze bank voorzien van een lezenaar en de bank is uiteraard naar de kerkgangers toe gericht.
De voorlezersbank, gewoonlijk naast de preekstoel geplaatst, was in gebruik bij de voorlezer. Deze moest in vroeger tijden de gezangen aankondigen en ook als voorzanger fungeren, in het bijzonder wanneer er geen orgelbegeleiding mogelijk was. Soms werden er ook schriftgedeelten voorgelezen door deze persoon, die dus niet de predikant was.
De functie van voorlezer in de protestantse kerken is een voortzetting van de reeds in de vroegchristelijke tijd bestaande traditie in de katholieke kerk van de lector. Ten grondslag hieraan lag de gedachte van participatie door de gehele geloofsgemeenschap. Reeds in het Convent van Wezel (1568) was daar sprake van voorlezing door een ouderling, een diaken of iemand anders uit de gemeente.